# Portalegre (Rio Grande do Norte)
Portalegre é um município brasileiro no Alto Oeste do estado do Rio Grande do Norte, localizado no Polo Serrano. Área territorial de 110 km².

## Etimologia
O topônimo Portalegre é uma alusão à cidade de Portalegre, situada no Distrito de Portalegre, na região do Alentejo e na Comunidade Intermunicipal do Alto Alentejo, em Portugal. Sua denominação original era Regente e desde 1833, Portalegre.

## História
A história da região onde Portalegre situa-se mescla a influência entre os nativos das terras, os índios Paiacu, Tarairiu, portugueses e a expansão da carne do charque.
No final do Século XVII foi registrado o surgimento de Portalegre através do avanço de currais de gado, durante o ciclo econômico da carne do charque, que se estendiam até a várzea do rio Açu/Apodi. O Capitão-mor Manoel Nogueira Ferreira ergueu a primeira fazenda do município pela necessidade de procurar paz e tranquilidade, subindo então para a serra. A terra foi demarcada com uma tora de madeira (dormentes).
Daí o primeiro nome da vila foi considerado Serra dos Dormentes. No ano de 1740 a vila teve seus fundadores, os irmãos portugueses Clemente Gomes d'Amorim e Carlos Vidal Borromeu, casado com Margarida de Freitas, filha do Capitão-mor Manoel Ferreira. Em 1752, Dona Margarida de Freitas adoeceu. Ela e seu marido fizeram votos de cura a Nossa Senhora de Santana, construindo uma capela em homenagem à santa pela graça alcançada. O segundo nome de Portalegre veio através dessa devoção, passando a se chamar Serra de Santana.
Depois do abandono das terras devido a morte famílias fundadoras, as estiagens, conflitos entre posseiros e as revoltas indígenas,
os irmãos portugueses receberem do governo as concessões da terra, já faziam benfeitorias e, como não havia Títulos ou Cartas de Doação, o Capitão-mor Francisco Martins arrendava as terras pertencentes a Portugal. Por isso, a mudança do nome para Serra do Regente (da Regência).
No dia 12 de junho de 1761, a pedido do governador de Pernambuco, o juiz de Recife, Dr. Miguel Caldas Caldeira de Pina Castelo Branco, foi enviado à vila para demarcar a terra para os índios Paiacu que viviam na ribeira do Apodi. Em 1762, os Paiacu, aldeados na Missão Paiacu (hoje Pacajus- Ceará) vieram acrescentar-se comunidade índigena. Este fato causou conflitos entres os índios e os moradores da vila.
A presença dos índios está registrada no documento datado de 3 de novembro de 1825, que fala da prisão e fuzilamento dos índios na vila de Portalegre. Os índios Luíza Cantofa e João do Pêga, incentivadores da revolta indígena contra os moradores da vila, conseguiram escapar. Mais tarde, quando dormia a sesta debaixo de frondoso cajueiro, Cantofa foi despertada pelo povo, abriu um pequeno oratório e começou a rezar o ofício à Nossa Senhora. Quando um dos brancos cravou em seu peito um punhal, a velha Cantofa caiu lavada de sangue, sua neta Jandy caiu também, desmaiada à seus pés. Os brancos se retiraram sem ferir à Jandy. No dia seguinte a índia Cantofa foi sepultada no mesmo lugar de sua morte, nas proximidades da Fonte da Bica. Segundo os antigos, por muito tempo tal lugar foi considerado assombrado. Não se soube mais do paradeiro de Jandy.
A fundação oficial da vila de Portalegre aconteceu no dia 8 de dezembro do 1761, em virtude da Carta-Régia de 1755 e Alvará-Régio, também de 1755. Segundo Luís da Câmara Cascudo, Portalegre foi a terceira vila a ser fundada no Rio Grande do Norte, sendo antecedida de Nova Extremoz do Norte (região que atualmente pertence a Ceará-Mirim), e da vila Nova Arês.
Portalegre foi destaque na Revolução de 1817, lutando contra o poder imperial. Por esse motivo, é considerada a capital revolucionária do Oeste Potiguar.

## Geografia
Com 110,054 km² de área territorial (0,2084% da superfície estadual), Portalegre se limita a norte com Riacho da Cruz, Taboleiro Grande e Viçosa; a sul com Francisco Dantas e Serrinha dos Pintos; a leste com Martins e Viçosa e a oeste com Francisco Dantas. Na divisão territorial do Instituto Brasileiro de Geografia e Estatística vigente desde 2017, Portalegre pertence à região geográfica intermediária de Mossoró e à região imediata de Pau dos Ferros. Até então, com a vigência das divisões em microrregiões e mesorregiões, o município fazia parte da microrregião de Pau dos Ferros, que por sua vez estava incluída na mesorregião do Oeste Potiguar. Portalegre dista 372 quilômetros (km) de Natal, capital estadual, e 2 148 km de Brasília, capital federal.

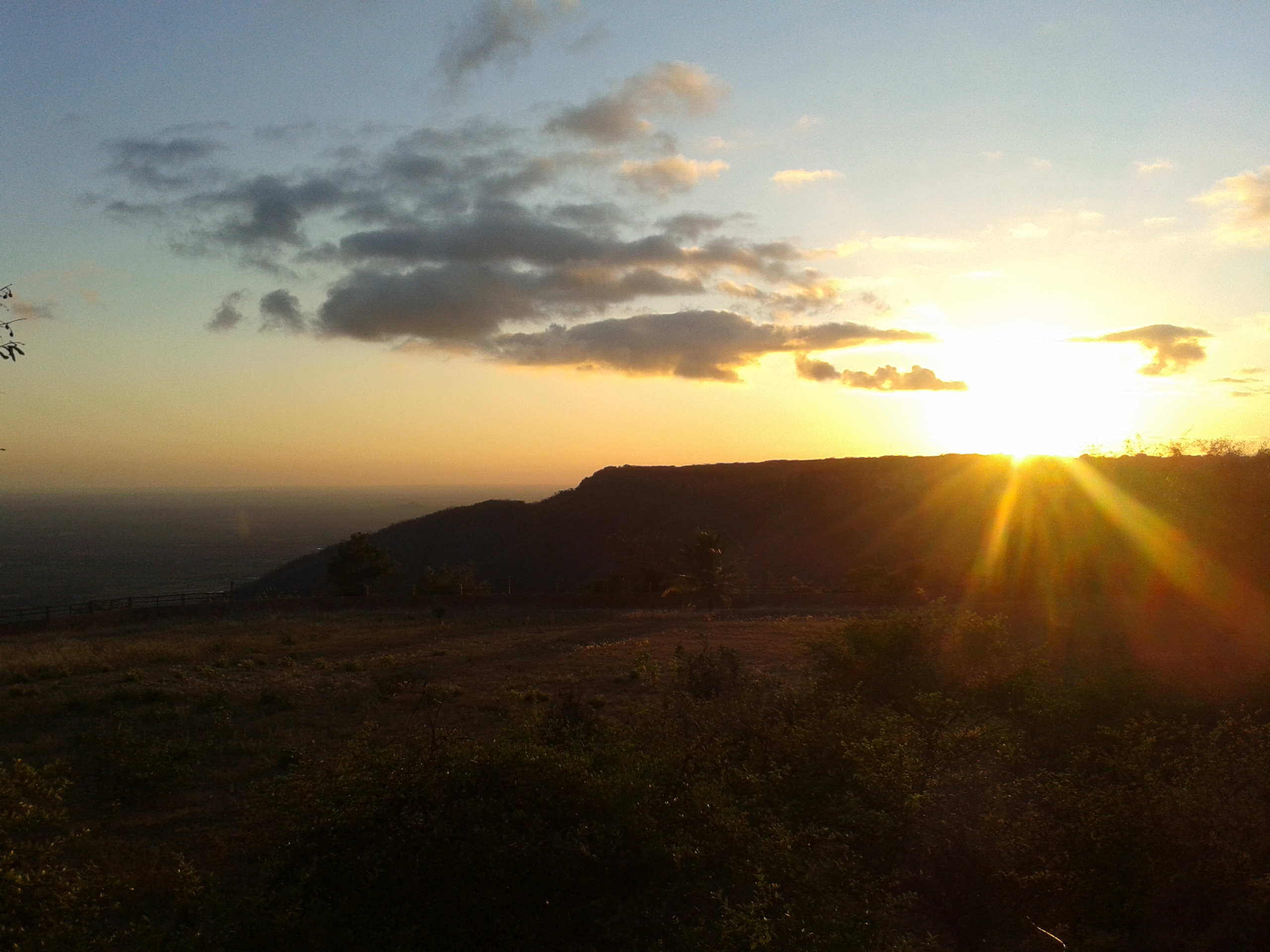
Serra de Portalegre durante um nascer do sol

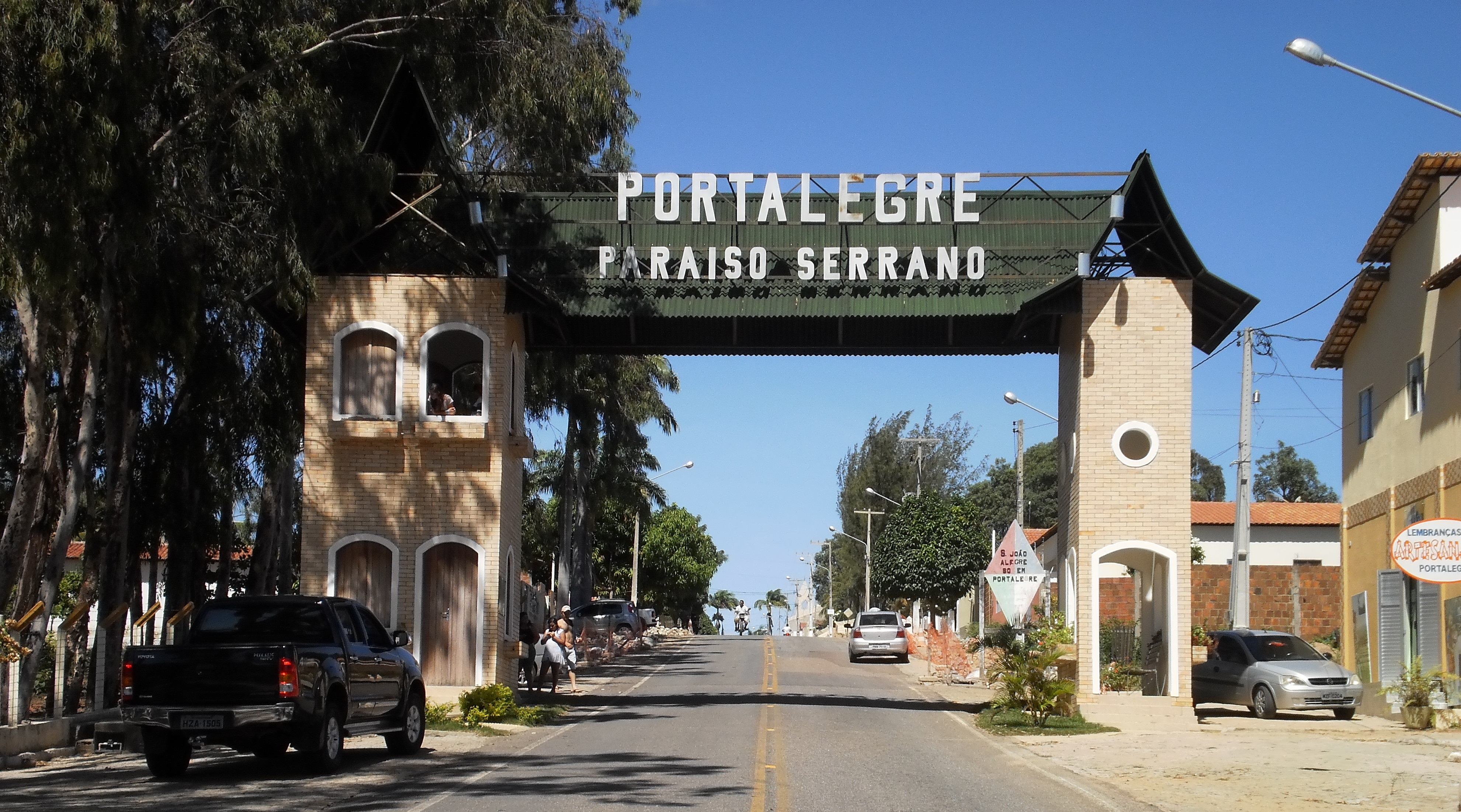
Pórtico de entrada de Portalegre

O relevo do município, com altitudes variando entre 400 e 800 metros, é constituído principalmente pelo Planalto da Borborema, formado por terrenos rochosos antigos provenientes do período Pré-Cambriano, além da Depressão Sertaneja, que compreende uma série de terrenos de menor altitude, de transição entre o Planalto da Borborema e a Chapada do Apodi. Portalegre está situado em área de abrangência de rochas metamórficas que formam o embasamento cristalino, formados entre 1 bilhão e 2,5 bilhões de anos, assim como das rochas da Formação Serra de Martins, com idade de aproximadamente sessenta milhões de anos, originárias da idade Terciária inferior.
Os tipos de solos do município são o latossolo vermelho amarelo, em áreas de relevo plano, com textura de argila e pouca fertilidade, e os neossolos ou solos litólicos eutróficos, de baixa profundidade, presente em áreas com relevo ondulado ou fortemente ondulado, além de ser altamente fértil e apresentar textura média. Esses solos, em sua maioria, são cobertos pela vegetação da caatinga hiperxerófila, de pequeno porte, sem folhas na estação seca, além da floresta subcaducifólia. Entre as espécies mais encontradas estão o facheiro (Pilosocereus pachycladus), o faveleiro (Cnidoscolus quercifolius), a jurema-preta (Mimosa hostilis), o marmeleiro (Cydonia oblonga), o mufumbo (Combretum leprosum) e o xique-xique (Pilosocereus polygonus). Na hidrografia, Portalegre é cortado pelos riachos Dormentes e Forquilha e possui seu território integralmente na bacia hidrográfica do Rio Apodi/Mossoró.
O município está incluído na área geográfica de abrangência do clima semiárido brasileiro, definida pelo Ministério da Integração Nacional em 2005. Esta delimitação tem como critérios o índice pluviométrico, o índice de aridez e o risco de seca. Levando-se em consideração apenas o índice pluviométrico, Portalegre possui clima tropical chuvoso (Aw segundo Köppen). Segundo dados da Empresa de Pesquisa Agropecuária do Rio Grande do Norte (EMPARN), desde 1993 o maior acumulado de precipitação (chuva) em 24 horas observado em Portalegre atingiu 218 mm em 15 de maio de 2019, seguido por 156 mm em 29 de dezembro de 2001. Em janeiro de 2004 foi registrado o maior volume de chuva em um mês, de 719,9 mm. Desde março de 2021, quando entrou em operação uma estação meteorológica automática da EMPARN na cidade, as temperaturas variaram de  16,8 °C em 10 de agosto de 2024 a 36,1 °C em 25 de outubro de 2021.
| Dados climatológicos para Portalegre                         | Dados climatológicos para Portalegre | Dados climatológicos para Portalegre | Dados climatológicos para Portalegre | Dados climatológicos para Portalegre | Dados climatológicos para Portalegre | Dados climatológicos para Portalegre | Dados climatológicos para Portalegre | Dados climatológicos para Portalegre | Dados climatológicos para Portalegre | Dados climatológicos para Portalegre | Dados climatológicos para Portalegre | Dados climatológicos para Portalegre | Dados climatológicos para Portalegre |
| Mês                                                          | Jan                                  | Fev                                  | Mar                                  | Abr                                  | Mai                                  | Jun                                  | Jul                                  | Ago                                  | Set                                  | Out                                  | Nov                                  | Dez                                  | Ano                                  |
| ------------------------------------------------------------ | ------------------------------------ | ------------------------------------ | ------------------------------------ | ------------------------------------ | ------------------------------------ | ------------------------------------ | ------------------------------------ | ------------------------------------ | ------------------------------------ | ------------------------------------ | ------------------------------------ | ------------------------------------ | ------------------------------------ |
| Temperatura máxima recorde (°C)                              | 34,7                                 | 34,6                                 | 34,2                                 | 32,7                                 | 32,3                                 | 32,2                                 | 35,3                                 | 34,4                                 | 35,4                                 | 36,1                                 | 35,9                                 | 35,2                                 | 36,1                                 |
| Temperatura mínima recorde (°C)                              | 18,4                                 | 19,1                                 | 18,1                                 | 19,8                                 | 18,9                                 | 18,3                                 | 17,7                                 | 16,8                                 | 18,5                                 | 18,6                                 | 18,1                                 | 19,3                                 | 16,8                                 |
| Fonte: EMPARN (recordes de temperatura: 17/03/2021-presente) |                                      |                                      |                                      |                                      |                                      |                                      |                                      |                                      |                                      |                                      |                                      |                                      |                                      |

## Demografia
A população de Portalegre no censo demográfico de 2022 era de 7 601 habitantes, com uma taxa média de crescimento de 0,316% ao ano em relação ao censo de 2010, sendo o 86° município em população do Rio Grande do Norte, apresentando uma densidade populacional de 71,3 hab./km². De acordo com este mesmo censo demográfico, 52,5% dos habitantes viviam na zona urbana e 47,5% na zona rural. Ao mesmo tempo, 51,02% da população eram do sexo feminino e 49,41% do sexo masculino, tendo uma razão de sexo de aproximadamente 96 homens para cada cem mulheres. Quanto à faixa etária, 65,18% dos habitantes tinham entre 15 e 64 anos, 24,18% menos de quinze anos e 10,64% 65 anos ou mais.
Conforme pesquisa de autodeclaração do mesmo censo, a população era composta por brancos (48,21%), pardos (39,36%), pretos (11,05%) e amarelos (1,37%). Todos os habitantes eram brasileiros natos (82,2% naturais do próprio município) dos quais 98,11% naturais do Nordeste, 1,37% do Sudeste, 0,31% no Centro-Oeste, 0,13% no Sul e 0,08% do Norte. Dentre os naturais de outras unidades da federação, os estados com maior percentual de residentes eram São Paulo (1,26%), Ceará (0,72%) e Paraíba (0,38%).

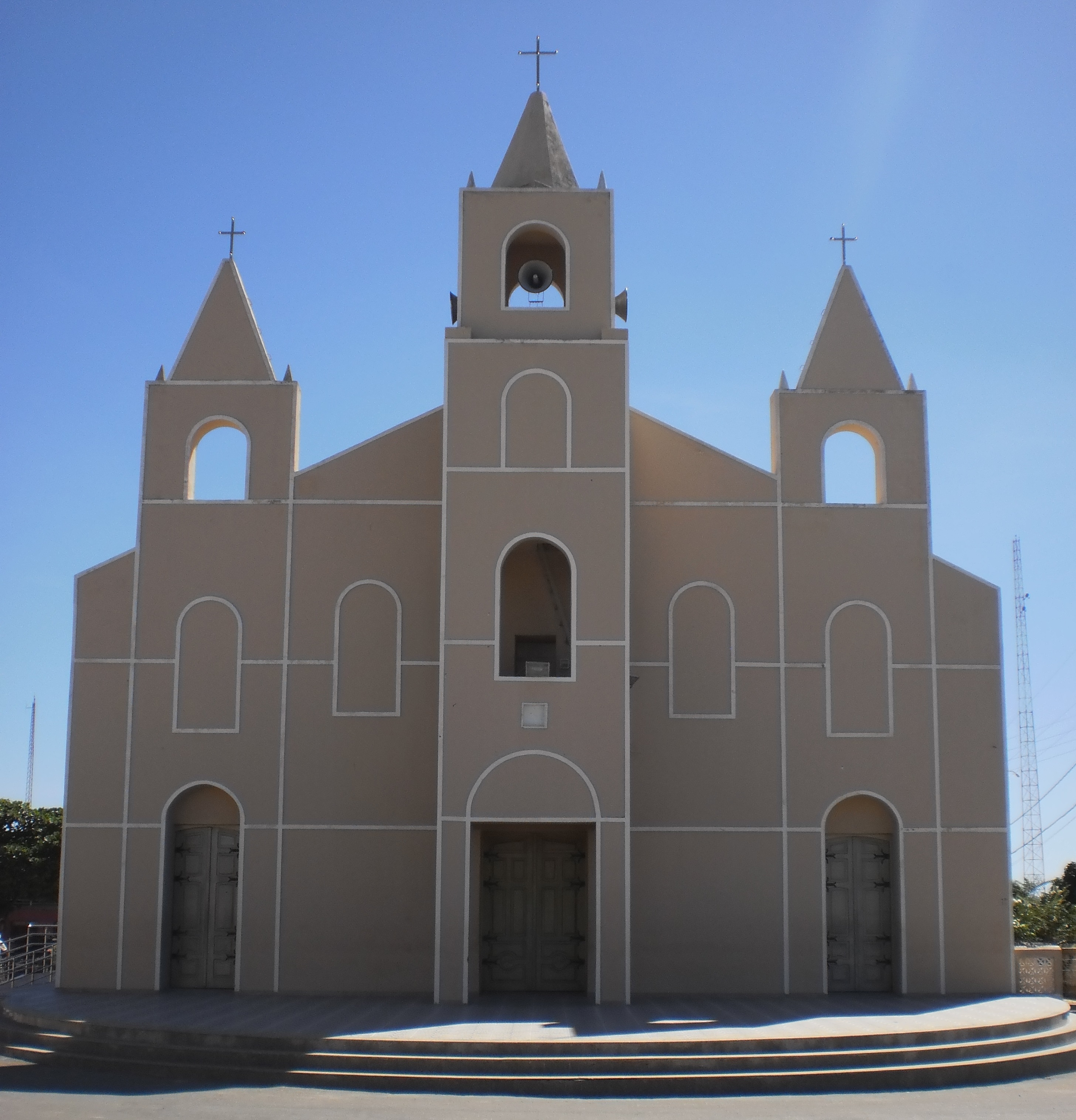
Igreja Matriz de Nossa Senhora da Conceição, ponto turístico e sede da paróquia de Portalegre.

Ainda segundo o mesmo censo, a população de Portalegre era formada por católicos apostólicos romanos (91,18%), protestantes (6,98%), espíritas (0,04%) e messiânicos (0,04%). Outros 1,67% não tinham religião e 0,09% seguiam mais de uma religiosidade. A padroeira do município é Nossa Senhora da Conceição, cuja paróquia, subordinada à Diocese de Mossoró, foi criada em 9 de dezembro de 1764, desmembrada da paróquia de Nossa Senhora da Conceição de Pau dos Ferros, abrangendo geograficamente os municípios de Francisco Dantas, Portalegre, Riacho da Cruz e Viçosa. Também há alguns credos protestantes ou reformados, sendo algumas elas a Assembleia de Deus,a Casa de Adoração, a Igreja Adventista do Sétimo Dia, a Igreja Batista, a Igreja Presbiteriana e a Igreja Universal do Reino de Deus.
O Índice de Desenvolvimento Humano (IDH-M) do município é considerado médio, de acordo com dados do Programa das Nações Unidas para o Desenvolvimento. Segundo dados do relatório de 2010, divulgados em 2013, seu valor era de 0,621, estando na 56ª posição a nível estadual (em 167 municípios) e na 3 680ª a nível federal (de 5 565 municípios). Considerando-se apenas o índice de longevidade, seu valor é de 0,754, o valor do índice de renda é 0,581 e o de educação 0,547. No período de 2000 a 2010, o índice de Gini reduziu de 0,57 para 0,51 e a proporção de pessoas com renda domiciliar per capita de até R$ 140 passou de 70,7% para 43%, apresentando uma queda de 39,2%. Em 2010, 63,5% da população vivia acima da linha de pobreza, 21,9% abaixo da linha de indigência e 14,7% entre as linhas de indigência e de pobreza. No mesmo ano, os 20% mais ricos eram responsáveis por 55,3% do rendimento total municipal, valor pouco mais de 25 vezes superior ao dos 20% mais pobres, de apenas 2,2%.

## Política

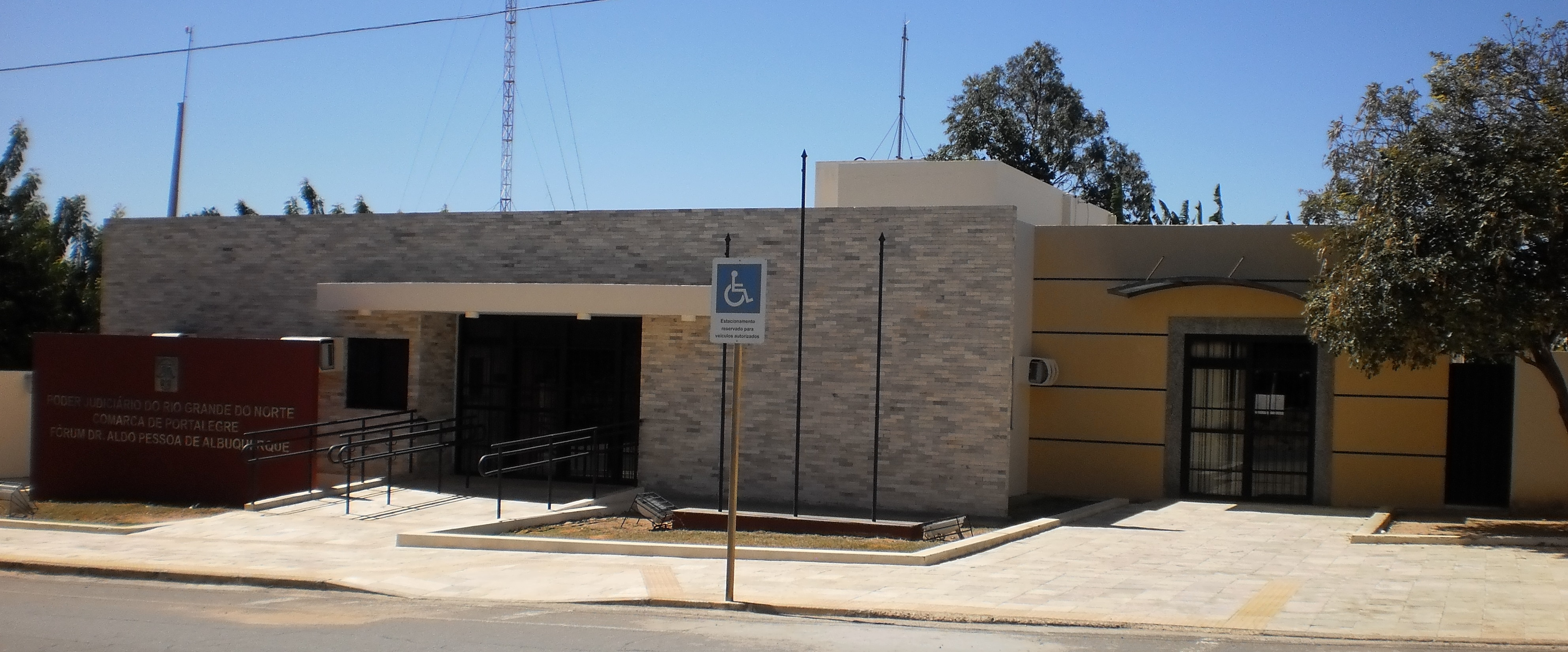
Fórum Dr. Aldo Pessoa de Albuquerque, onde funciona a comarca de Portalegre

A administração municipal se dá por dois poderes: o executivo, representado pelo prefeito e seu vice, auxiliado pelo seu gabinete de secretários, e o legislativo, exercido pela Câmara Municipal, formada por nove vereadores. Cabe à casa elaborar e votar leis fundamentais à administração e ao executivo, especialmente o orçamento municipal (conhecido como Lei de Diretrizes Orçamentárias).
Em 1930, quando o cargo de intendente municipal foi transformado em prefeito, Portalegre era administrado por Vicente do Rêgo Filho (desde 1925), sucedido em 1931 por Pedro de Alcântara Freitas, voltando ao comando do município entre 1948 e 1952. Até 2020, dezessete pessoas já haviam ocupado o cargo de prefeito. Nas últimas eleições municipais, realizadas em novembro de 2020, foi eleito com 51,37% dos votos válidos José Augusto de Freitas Rêgo, tendo como vice Emanuel Messias Lopes Cavalcante, ambos do Democratas (DEM), empossados em 1 de janeiro de 2021.
Existem também alguns conselhos municipais em atividade, dentre eles: Alimentação Escolar, Antidrogas, Assistência Social, Direitos do Idoso, Educação, FUNDEB, Habitação, Meio Ambiente, Proteção e Defesa Civil, Saneamento Básico, Saúde e Turismo. Portalegre se rege por sua lei orgânica, promulgada em 1990 e revisada em 2012, e possui uma comarca do poder judiciário estadual, de primeira entrância, cujos termos são Riacho da Cruz, Taboleiro Grande e Viçosa. O município pertence à 63ª zona eleitoral do Rio Grande do Norte e possuía, em dezembro de 2020, 6 143 eleitores, de acordo com dados do Tribunal Superior Eleitoral (TSE), o que representa 0,261% do eleitorado potiguar.

## Economia

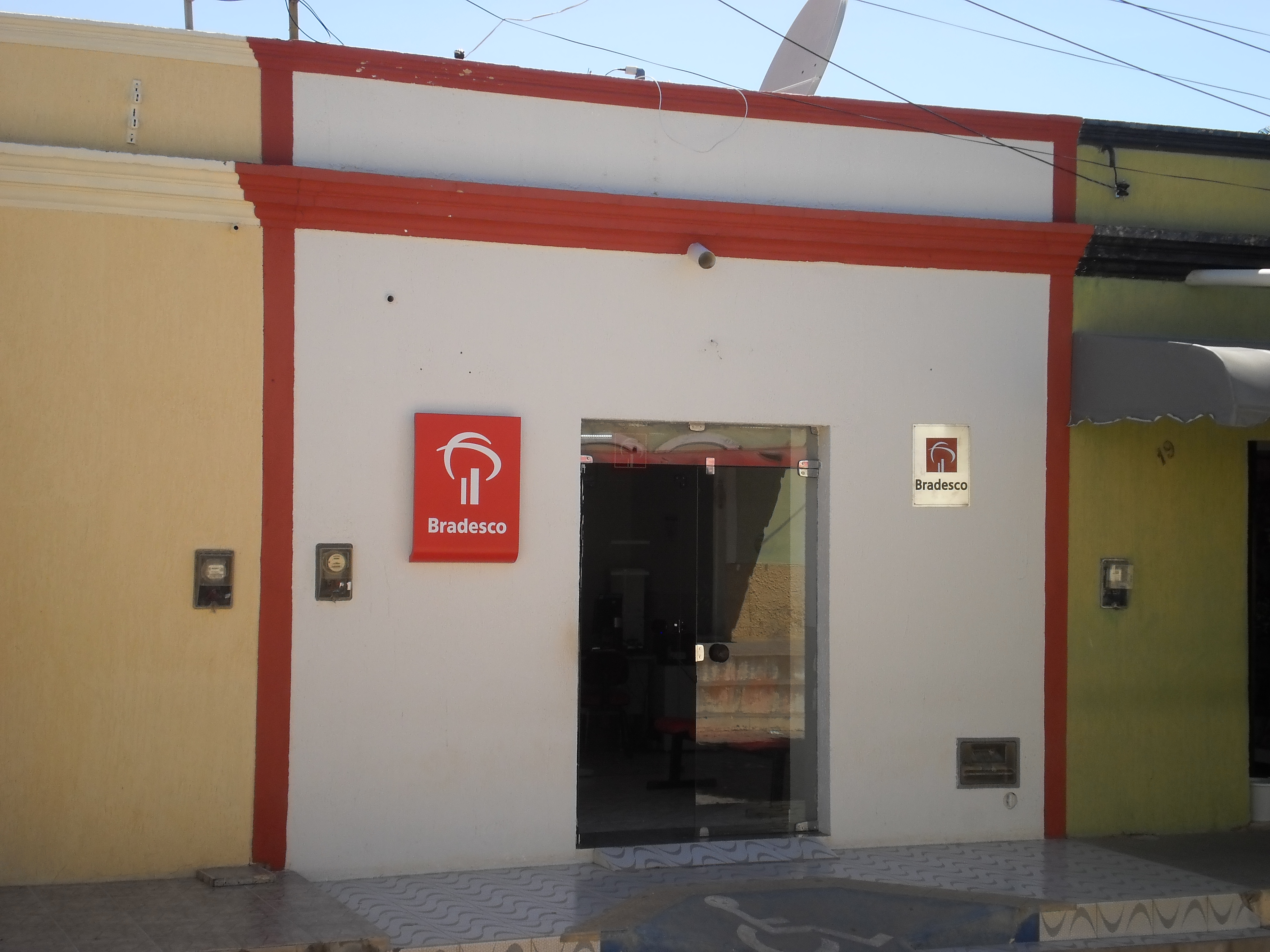
Agência bancária do Bradesco.

Segundo o IBGE, em 2012 o Produto Interno Bruto (PIB) do município de Portalegre era de R$ 40 864 mil, dos quais 32 382 mil do setor terciário, R$ 4 750 mil do setor secundário, R$ 2 161 mil de impostos sobre produtos líquidos de subsídios a preços correntes e R$ 1 570 mil do setor primário. O PIB per capita era de R$ 5 516,88.
Em 2013 o município possuía um rebanho de 7 810 galináceos (frangos, galinhas, galos e pintinhos), 1 833 bovinos, 1 330 suínos, 910 caprinos, 925 ovinos e 43 equinos. Na lavoura temporária de 2013 foram produzidos mandioca (160 t), batata-doce (40 t), milho (25 t) e feijão (11 t), e na lavoura permanente coco-da-baía (quatro mil frutos), castanha de caju (310 t), banana (44 t), manga (26 t), goiaba (18 t) e laranja (8 t). Ainda no mesmo ano o município também produziu 262 mil litros de leite de 430 vacas ordenhadas; dezesseis mil dúzias de ovos de galinha e 4 820 quilos de mel de abelha.

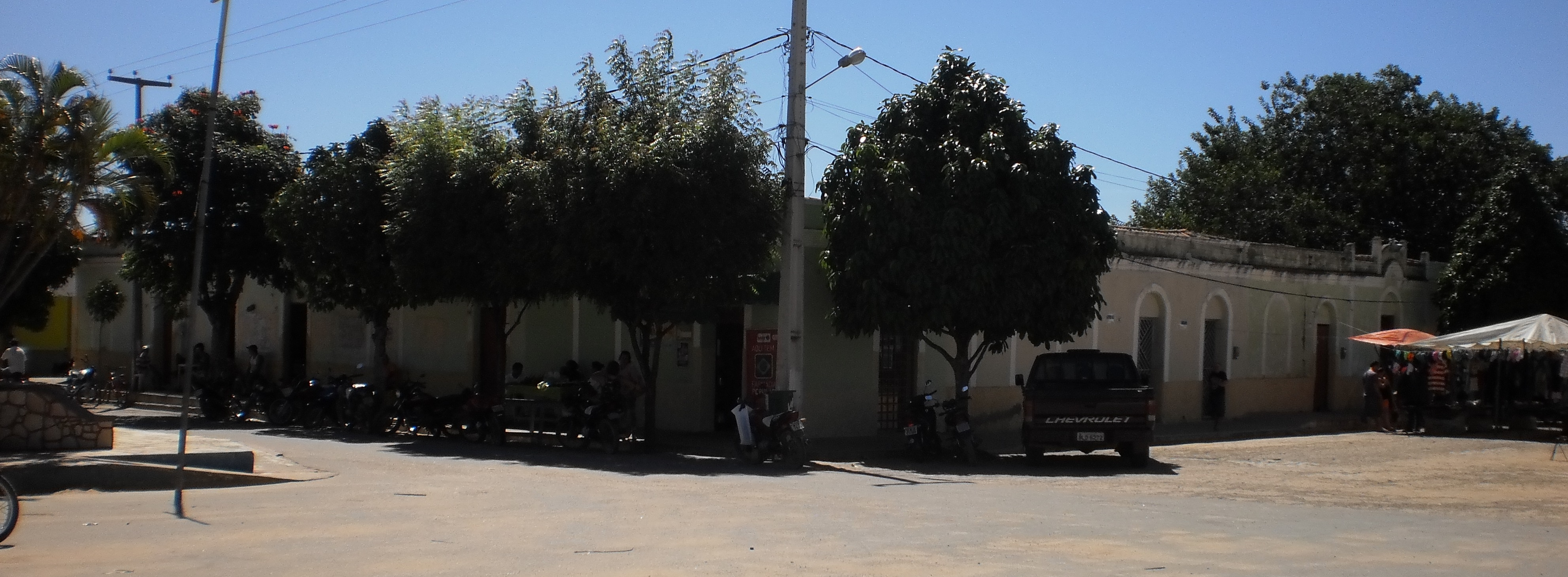
Mercado Público de Portalegre, no centro da cidade.

Em 2010, considerando-se a população municipal com idade igual ou superior a dezoito anos, 56,3% era economicamente ativa ocupada, 36,1% inativa e 7,6% ativa desocupada. Ainda no mesmo ano, levando-se em conta população ativa ocupada a mesma faixa etária, 39,41% trabalhavam na agropecuária, 33,94% no setor de serviços, 10,59% no comércio, 9,42% na construção civil, 3,52% em indústrias de transformação e 1,08% na utilidade pública. Conforme a Estatística do Cadastral de Empresas de 2013, Portalegre possuía 76 unidades (empresas) locais, todas atuantes. Salários juntamente com outras remunerações somavam 6 328 mil reais e o salário médio mensal era de 1,5 salários mínimos.

## Infraestrutura

### Educação
A maioria dos estudantes de Portalegre frequenta o Ensino Fundamental. De acordo com o IBGE, no ano de 2003, foram matriculados 278 alunos no Ensino Pré-Escolar; 1.491 no Ensino Fundamental e no Ensino Médio, 364 alunos. Conforme a Secretaria Municipal de Educação, há sete escolas de Ensino Fundamental na zona rural e duas escolas de Ensino Fundamental na zona urbana. Dentre as escola da Zona Rural está a Escola Municipal "Alfredo Silvério" Sitio Baixa Grande, Escola Municipal "Manoel Joaquim de Sá" Sitio Bonsucesso, Escola Municipal "Elvira Gomes de Moura" Sítio Genipapeiro. Entre outras.

### Saúde
A população conta com um hospital-maternidade na cidade, além de um centro de saúde. Na zona rural, são seis postos de saúde, sendo oferecidos, no total, um médico, duas enfermeiras e onze auxiliares de enfermagem.

## Turismo
Portalegre tem grande influência sobre o turismo na zona serrana potiguar. Com temperatura média de 20 ℃, a cidade dá um belo convite para conhecermos as suas belezas naturais e desfrutar de um clima fresco e agradável.
Pontos turísticos de Portalegre
- Terminal Turístico da Bica;
- Cachoeira do Pinga;
- Mirante Boa Vista;
- Mirante Recanto Alto da Serra;
- Pôr do Sol na Ponta da Serra no Sítio Belo Monte;
- Igreja Matriz de Nossa Senhora da Conceição;
- Trilha Ecológica das Torres e Sítio Arqueológico Pedra do Letreiro;
- Engenhos artesanais de produção de farinha;
- Comunidades remanescentes de quilombolas: Pega, Arrojado, Engenho Novo e Sobrado.